# Kedungwaru (Kunduran)
Kedungwaru is een bestuurslaag in het regentschap Blora van de provincie Midden-Java, Indonesië. Kedungwaru telt 3712 inwoners (volkstelling 2010).